# Around the World (singel Daft Punk)
Around the World – piosenka francuskiego duetu muzyki elektronicznej Daft Punk. Utwór powstał w 1995 roku, jednak na singlu ukazał się 17 marca 1997 roku. W tym samym roku utwór trafił na debiutancki album zespołu pt. Homework. Charakterystycznym elementem utworu jest tekst utworu, składający się z wielokrotnie powtórzonej frazy „Around The World” (80 raz w wersji radiowej, 144 razy w wersji na albumie). Utwór trafił na pierwsze miejsca list przebojów w Hiszpanii, Kanadzie, Stanach Zjednoczonych i Wielkiej Brytanii.
Teledysk do utworu wyreżyserował Michel Gondry. Klip przedstawia pięć grup postaci na platformie, reprezentując inny instrument muzyczny, zaś ich taniec reprezentuje działanie płyty gramofonowej. Teledysk został nominowany do Europejskiej Nagrody Muzycznej MTV dla najlepszego teledysku.

## Spis utworów
12"
1. „Around the World” (radio edit) – 3:11
2. „Around the World” (Tee's Frozen Sun mix) – 7:56
3. „Around the World” (Motorbass Vice mix) – 6:39
4. „Around the World” (album version) – 7:07

CD
1. „Around the World” (radio edit) – 3:59
2. „Around the World” (album version) – 7:07
3. „Teachers” (extended mix) – 5:51
4. „Around the World” (Motorbass Vice mix) – 6:39